# Leichtathletik-Weltmeisterschaften 1995/4 × 400 m der Frauen
Die 4-mal-400-Meter-Staffel der Frauen bei den Leichtathletik-Weltmeisterschaften 1995 wurde am 12. und 13. August 1995 im Göteborger Ullevi-Stadion ausgetragen.
Weltmeister wurden die Vereinigten Staaten in der Besetzung Kim Graham, Rochelle Stevens, Camara Jones und Jearl Miles (Finale) sowie der im Vorlauf außerdem eingesetzten Nicole Green.

Den zweiten Platz belegte Russland mit Tatjana Tschebykina, Swetlana Gontscharenko, Julija Sotnikowa (Finale) und Jelena Andrejewa sowie der im Vorlauf außerdem eingesetzten Tatjana Sacharowa.

Bronze ging an Australien (Lee Naylor, Renée Poetschka, Melinda Gainsford-Taylor, Cathy Freeman).
Auch die nur im Vorlauf eingesetzten Läuferinnen erhielten entsprechendes Edelmetall.

## Bestehende Rekorde
| Weltrekord | 3:15,17 min | Sowjetunion (Tazzjana Ljadouskaja, Olga Nasarowa, Marija Pinigina, Olha Bryshina) | OS in Seoul Südkorea        | 1. Oktober 1988 |
| WM-Rekord  | 3:16,71 min | USA (Gwen Torrence, Maicel Malone-Wallace, Natasha Kaiser-Brown, Jearl Miles)     | WM in Stuttgart Deutschland | 22. August 1993 |

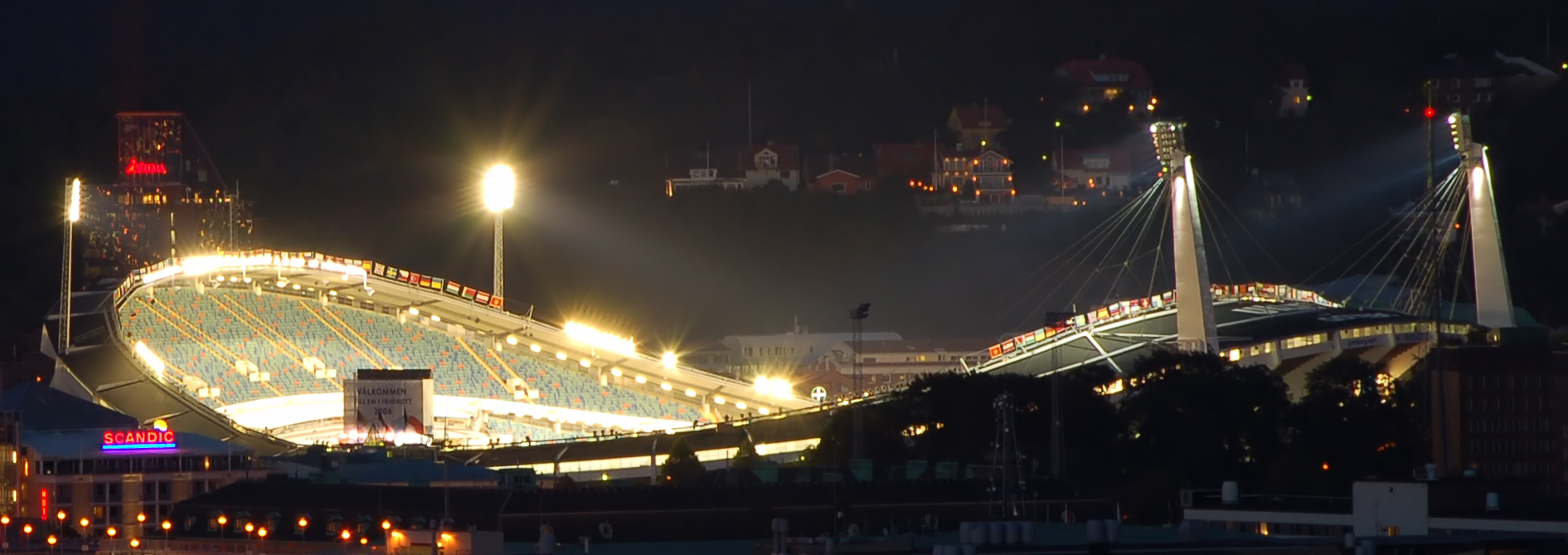
Das Göteborger Ullevi-Stadion im Jahr 2006

Der bestehende WM-Rekord wurde bei diesen Weltmeisterschaften nicht eingestellt und nicht verbessert.

## Vorrunde
Die Vorrunde wurde in zwei Läufen durchgeführt. Die ersten drei Staffeln pro Lauf – hellblau unterlegt – sowie die darüber hinaus zwei zeitschnellsten Teams – hellgrün unterlegt – qualifizierten sich für das Finale.

### Vorlauf 1
12. August 1995, 20:20 Uhr
| Platz | Staffel    | Besetzung                                                                               | Zeit (min) |
| ----- | ---------- | --------------------------------------------------------------------------------------- | ---------- |
| 1     | Russland   | Tatjana Tschebykina Swetlana Gontscharenko Tatjana Sacharowa (Vorlauf) Jelena Andrejewa | 3:22,24    |
| 2     | Australien | Lee Naylor Renée Poetschka Melinda Gainsford-Taylor Cathy Freeman                       | 3:26,08    |
| 3     | Kuba       | Surella Morales (Vorlauf) Nancy McLeón Idalmis Bonne Julia Duporty                      | 3:26,32    |
| 4     | Ukraine    | Viktorija Fomenko Olga Moroz Irina Lenskiy Olena Rurak                                  | 3:26,43    |
| 5     | Frankreich | Marie-Louise Bévis Viviane Dorsile Évelyne Élien Marie-José Pérec                       | 3:27,11    |
| 6     | Spanien    | Esther Lahoz Sandra Myers Mariam Bravo Yolanda Reyes                                    | 3:31,71    |
| DNF   | Kolumbien  | Patricia Rodríguez Elia Manuela Mera Mirtha Brock Norfalia Carabalí                     |            |

### Vorlauf 2
12. August 1995, 20:35 Uhr
| Platz | Staffel        | Besetzung                                                                  | Zeit (min) |
| ----- | -------------- | -------------------------------------------------------------------------- | ---------- |
| 1     | USA            | Kim Graham Rochelle Stevens Nicole Green (Vorlauf) Camara Jones            | 3:23,29    |
| 2     | Jamaika        | Claudine Williams (Vorlauf) Merlene Frazer Revoli Campbell Sandie Richards | 3:23,71    |
| 3     | Deutschland    | Linda Kisabaka Karin Janke Sandra Kuschmann (Vorlauf) Uta Rohländer        | 3:23,84    |
| 4     | Nigeria        | Falilat Ogunkoya Olabisi Afolabi Omolade Akinremi Fatima Yusuf             | 3:25,42    |
| 5     | Großbritannien | Melanie Neef Stephanie Llewellyn Lorraine Hanson Georgina Oladapo          | 3:25,50    |
| 6     | Tschechien     | Naděžda Koštovalová Hana Benešová Ludmila Formanová Helena Fuchsová        | 3:26,27    |
| 7     | Italien        | Francesca Carbone Patrizia Spuri Danielle Perpoli Virna De Angeli          | 3:30,88    |

## Finale
13. August 1995, 17:55 Uhr
| Platz | Staffel        | Besetzung | Zeit (min)                     |
| ----- | -------------- | --- | ------------------------------ |
| 1     | USA            | Kim Graham Rochelle Stevens Camara Jones Jearl Miles (Finale) im Vorlauf außerdem: Nicole Green                              | 3:22,39                        |
| 2     | Russland       | Tatjana Tschebykina Swetlana Gontscharenko Julija Sotnikowa (Finale) Jelena Andrejewa im Vorlauf außerdem: Tatjana Sacharowa | 3:23,98                        |
| 3     | Australien     | Lee Naylor Renée Poetschka Melinda Gainsford-Taylor Cathy Freeman                                                            | 3:25,88                        |
| 4     | Deutschland    | Karin Janke Silke-Beate Knoll (Finale) Linda Kisabaka Uta Rohländer im Vorlauf außerdem: Sandra Kuschmann                    | 3:26,10                        |
| 5     | Großbritannien | Melanie Neef Stephanie Llewellyn Lorraine Hanson Georgina Oladapo                                                            | 3:26,89                        |
| 6     | Nigeria        | Olabisi Afolabi Falilat Ogunkoya Omolade Akinremi Fatima Yusuf                                                               | 3:27,85                        |
| 7     | Kuba           | Idalmis Bonne Ana Fidelia Quirot (Finale) Nancy McLeón Julia Duporty im Vorlauf außerdem: Surella Morales                    | 3:29,27                        |
| DSQ   | Jamaika        | Revoli Campbell Merlene Frazer Sandie Richards Deon Hemmings (Finale) im Vorlauf außerdem: Claudine Williams                 | IAAF Rule 163.3 Bahnübertreten |

## Video
- World Championships in Athletics 1995 - 4x400m Women auf youtube.com, abgerufen am 9. Juni 2020